# باشگاه ورزشی آموربیتا
باشگاه ورزشی آموربیتا (انگلیسی: SD Amorebieta) یک تیم فوتبال اسپانیایی است که در آموربیتا-اتخانو در ایالت باسک مستقر است. این تیم که در سال ۱۹۲۵ تأسیس شد، در حال حاضر در پریمرا فدراسیون فعالیت دارد.